# Eva Biaudet

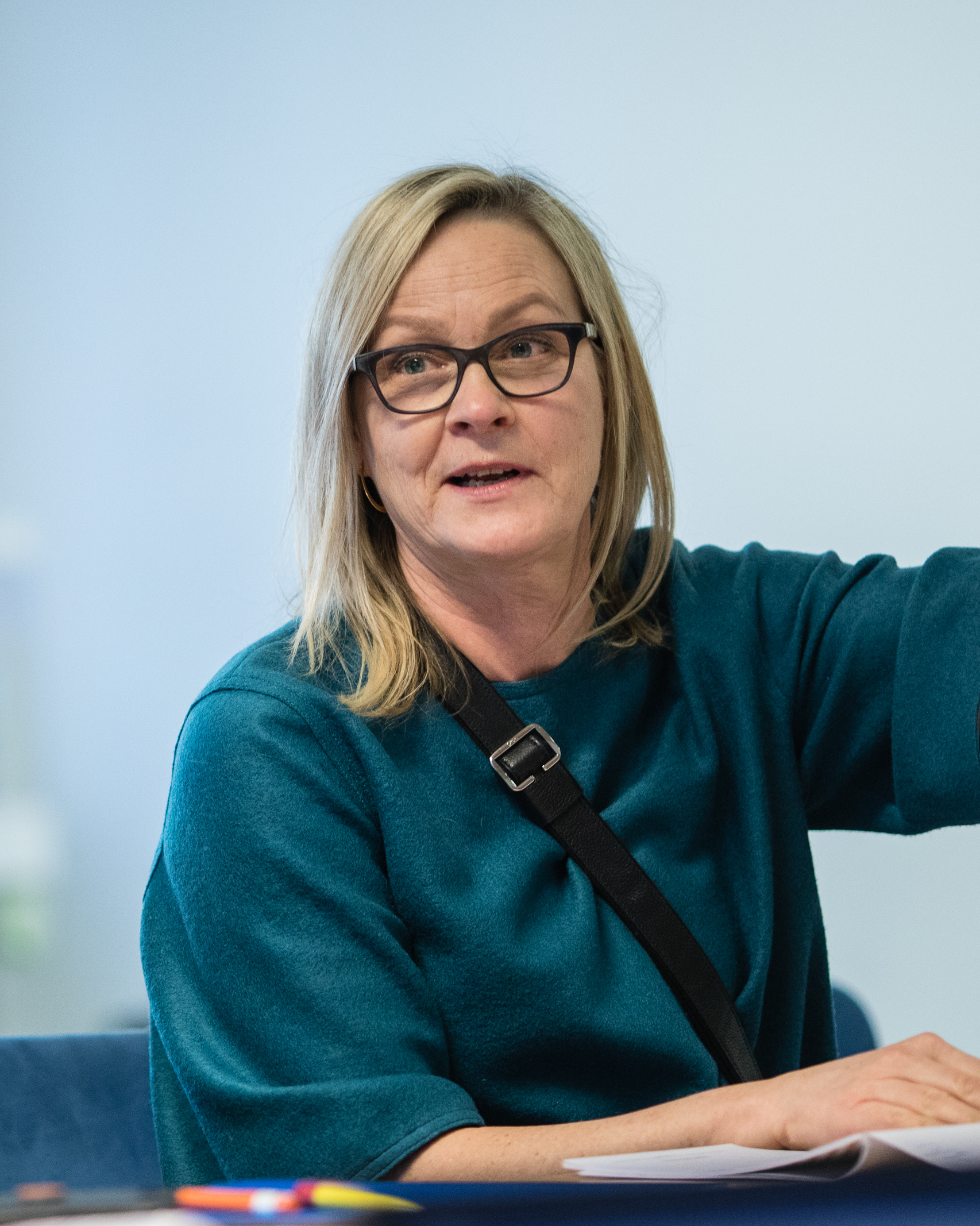
Mitglied des finnischen Parlaments, Eva Biaudet (2020)

Eva Rita Katarina Biaudet (* 27. Februar 1961 in Helsinki) ist eine finnlandschwedische Politikerin. 
Biaudet saß von 1991 bis 2006 für die Schwedische Volkspartei (SFP-RKP) im finnischen Parlament. 1999 bis 2000 und von 2002 bis 2003 diente sie jeweils unter dem sozialdemokratischen Ministerpräsidenten Paavo Lipponen als Ministerin für Gesundheit und Soziales. Seit 2010 ist sie Ombudsfrau für Minderheiten in Finnland.
Von der SFP-RKP wurde sie für die Präsidentschaftswahl 2012 als Kandidatin aufgestellt. Bei der Wahl am 22. Januar 2012 erhielt sie sie 2,7 % der Stimmen, im Wahlbezirk Åland wurde sie mit 37,9 % stärkste Kandidatin.

## Auszeichnungen (Auswahl)
- 2006 Fredrika-Runeberg-Stipendium